# Estació de trens de Wasserbillig
L'Estació de trens de Wasserbillig (en luxemburguès: Gare Waasserbëlleg; en francès: Gare de Wasserbillig, en alemany: Bahnhof Wasserbillig) és una estació de trens que es troba a Wasserbillig a l'est de Luxemburg. La companyia estatal propietària és Chemins de Fer Luxembourgeois. L'estació està situada en el ramal ferroviari de la línia 30 CFL, que connecta la ciutat de Luxemburg amb l'est del país i amb Trèveris.

## Servei
Wasserbillig rep amb relació a la línia 30 CFL, els serveis ferroviaris pels trens de Regional Express (RE) entre Ciutat de Luxemburg i Trèveris i Regionalbahn (RB) entre Ciutat de Luxemburg i Wasserbillig.